# Krystian Czernek
Krystian Czernek (ur. 1974 w Głubczycach) – doktor habilitowany nauk technicznych, inżynier budowy i eksploatacji maszyn, specjalizujący się w aparaturze procesowej, inżynierii chemicznej i procesowej, modelowaniu procesów cieplno-przepływowych oraz inżynierii środowiska. Nauczyciel akademicki związany z Politechniką Opolską.

## Życiorys
Urodził się w 1974 roku w Głubczycach. Po ukończeniu szkoły średniej podjął studia na Wydziale Mechanicznym Wyższej Szkoły Inżynierskiej w Opolu, które ukończył w 1999 dyplomem magistra inżyniera mechaniki o specjalności maszyny i urządzenia przemysłowe i ochrony środowiska. Bezpośrednio po ukończeniu studiów rozpoczął pracę na macierzystej uczelni w Katedrze Inżynierii Procesowej. Niedługo potem rozpoczął studia doktoranckie na Politechnice Opolskiej, które ukończył w 2004 roku, uzyskując stopień naukowy doktora nauk technicznych. W 2014 roku Rada Wydziału Mechanicznego Politechniki Opolskiej w Opolu nadała mu stopień doktora habilitowanego na podstawie rozprawy nt. Hydrodynamiczne aspekty projektowania aparatów cienkowarstewkowych dla cieczy bardzo lepkich.
Na Politechnice Opolskiej pełni szereg funkcji organizacyjnych. W latach 2012–2019 był prodziekanem do spraw dydaktyki Wydziału Mechanicznego oraz Członkiem Uczelnianej Rady ds. jakości kształcenia. W kadencji 2020-2024 był prodziekanem do spraw organizacyjnych Wydziału Mechanicznego. W kadencji 2012–2020 był ponadto członkiem Komisji Senatu Politechniki Opolskiej do spraw dydaktycznych i studenckich. W latach 2017–2018 pełnił funkcję Pełnomocnika Rektora ds. restrukturyzacji studiów niestacjonarnych. We wrześniu 2024, na skutek przeprowadzonych wyborów, objął stanowisko dziekana Wydziału Mechanicznego Politechniki Opolskiej.
Od 2016 roku jest członkiem Komisji Energetyki Polskiej Akademii Nauk Oddział w Katowicach oraz od 2005 roku  Podsekcji Przepływów Wielofazowych Komitetu Mechaniki PAN w Gdańsku. W kadencji 2016-2019 oraz 2024-2027 jest członkiem Polskiej Komisji Akredytacyjnej pełniąc w kadencji 2019-2023 funkcję eksperta PKA. Za swoją działalność dydaktyczno-naukową otrzymał liczne nagrody rektora (Politechniki Opolskiej), Srebrny Krzyż Zasługi, Medal Komisji Edukacji Narodowej oraz Brązowy Medal za Długoletnią Służbę.

## Działalność naukowa
Głównym kierunkiem jego działalności naukowej są badania związane z modelowaniem i wykorzystaniem w inżynierii oraz aparaturze procesowej zjawisk występujących przy przepływie mieszanin wielofazowych z udziałem cieczy bardzo lepkich. Jego opublikowany dorobek naukowy obejmuje ok. 100 pozycji, w tym 1 podręcznik akademicki, 2 monografie, 85 artykułów, 45 referatów na konferencjach międzynarodowych i krajowych i 3 skrypty.